# Froech
Froech mac Idaith [froiç mak 'iðiθʴ] ist der Name einer Sagengestalt aus dem Ulster-Zyklus der keltischen Mythologie Irlands.

## Mythologie
Froech mac Idaith ist der Sohn der Fee Bé Find, sowie der Neffe von Boand und gilt als der schönste Mann von Irland und Schottland. Er ist die Hauptfigur der Táin Bó Froích („Das Wegtreiben der Rinder Froechs“), einer Remscéla (Vorerzählung zur Táin Bó Cuailnge), deren zwei Teile lediglich durch ihn lose verbunden sind.
Als Froechs Frau Treblann, seine Söhne und sein Vieh geraubt werden, verfolgt er die Plünderer gemeinsam mit Conall Cernach über den Ärmelkanal bis zu ihrer Burg in den Alpen. Die Burg wird zerstört, die Beute den Räubern wieder abgenommen. Treblann, die eine Enkelin von Oengus sowie Pflegetochter von Coirpre sein soll, und damit eine Nachfahrin der Túatha Dé Danann, wird im anderen Teil der Sage nicht mehr als Froechs Gattin erwähnt. 
Hier wirbt er bei Ailill mac Máta und Medb um deren Tochter Findabair, worauf Ailill versucht, ihn durch eine Hinterlist zu töten, weil er ihn nicht als Schwiegersohn haben will. Beim Kriegszug nach Ulster bietet Medb ihre Tochter demjenigen an, der Cú Chulainn besiegt. Froech meldet sich als erster zu diesem Kampf, wird aber von Cú Chulainn erschlagen.

## Weblink
- The Cattle Raid of Fráech in Celtic Literature Collective